# Zamek Trosky
Zamek Trosky (cz. Hrad Trosky) – zabytkowe ruiny zamku  w Czechach, na terenie Czeskiego Raju, w pobliżu miasta Jiczyn w powiecie Semily, w kraju libereckim.

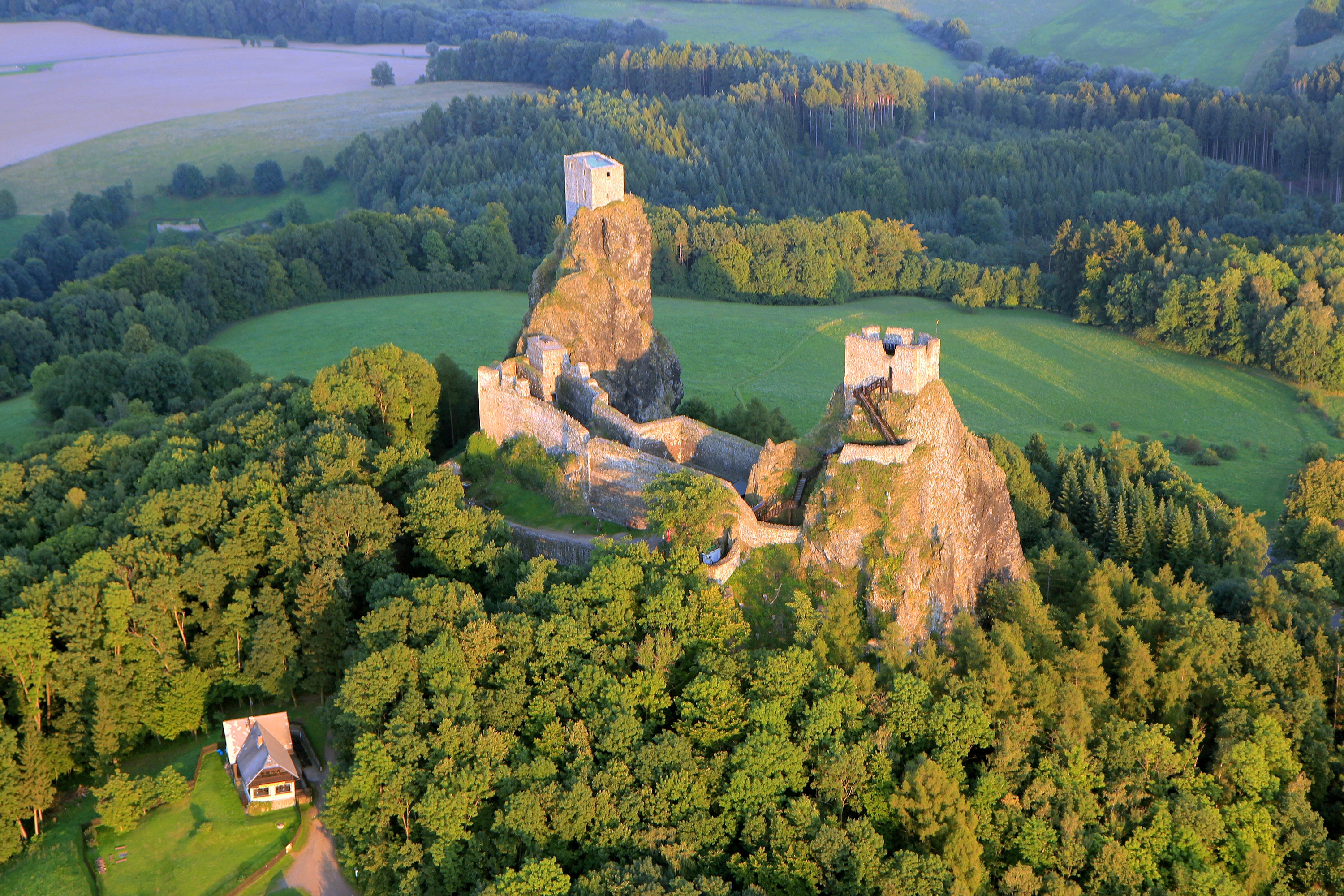
Widok z lotu ptaka

Posadowienie zamku przypada na średniowiecze – w przybliżeniu między 1380, a 1390. Postawił go Čeněk z Vartemberka z rodu Markvarticów – jeden z najznamienitszych czeskich przedstawicieli szlachty tego okresu. Podstawowe budowle obronne zamku w formie wież zostały wzniesione na dwóch potężnych bazaltowych wychodniach. Na niższej i bardziej rozłożystej, zwanej Babą, powstała dwupiętrowa budowla na rzucie sześcioboku, natomiast na wyższej i bardziej smukłej - budowla na rzucie prostokąta. Pod Panną umieszczono część reprezentacyjną – pałac właścicieli (części tego założenia zachowały się po dziś dzień). Wieże były połączone na północnej i południowej stronie ponad 15-metrowej wysokości i 2-metrowej grubości murem obronnym z chodnikiem. Wejście odbywało się bramami, które zachowały się mniej więcej w stanie nienaruszonym.
W czasach budowy zamek był uznawany za nie do zdobycia. Z czasem stracił jednak na znaczeniu i został opuszczony. Już w XIX w. ruiny były często odwiedzane, zaś sam zamek stał się inspiracją dla malarzy i poetów. Obecnie również można go zwiedzać. W letnie weekendy odbywają się tu m.in. pokazy tresury ptaków drapieżnych.
Najbliższa stacja kolejowa to Rovensko pod Troskami, skąd wychodzi szlak turystyczny na zamek.